# 团结湖街道
团结湖街道，是中华人民共和国北京市朝陽區下辖的一个乡镇级行政单位。

## 行政区划
团结湖街道下辖以下地区：
一二条社区、三四条社区、中路北社区、中路南社区、水碓子社区和南北里社区。